# Hierodula patellifera
Hierodula patellifera, tên thường gọi Bọ ngựa khổng lồ châu Á, bọ ngựa châu Á, bọ ngựa Đông Dương hay Bọ ngựa Harabiro, là một loài bọ ngựa thuộc chi Hierodula.

## Mô tả
Đây là loài bọ ngựa phổ biến và dễ gặp. Cá thể trưởng thành đực dài khoảng 45-65 mm và cá thể trưởng thành cái dài khoảng 65-75 mm. Các cá thể có thể thay đổi từ màu xanh lá cây đến màu nâu. Mặc dù loài bọ ngựa này khá lớn đối với bọ ngựa nói chung, nhưng nó là một trong những loài nhỏ nhất của chi Hierodula, trong đó nhiều loài có thể đạt tới 110-150 mm. Chúng cũng được con người bắt làm thú cưng hoặc bán để kiếm thu nhập.

## Phân bố
Loài này phân bố ở: Malaysia, Hawaii (Hoa Kỳ), Ấn Độ, Nepal, San Paolo Solbrito (Ý), Java, Bán đảo Triều Tiên, Philippines, New Guinea, miền nam Trung Quốc, Đài Loan, Việt Nam, Tây Sumatera, toàn Nhật Bản trừ Hokkaido.

## Môi trường sống
H. patellifera sống trên cây và đồng cỏ ở bìa rừng. Chúng cũng vô tình được tìm thấy trong nhà con người, gần nơi có nhiều ruồi, muỗi.

## Thư viện ảnh

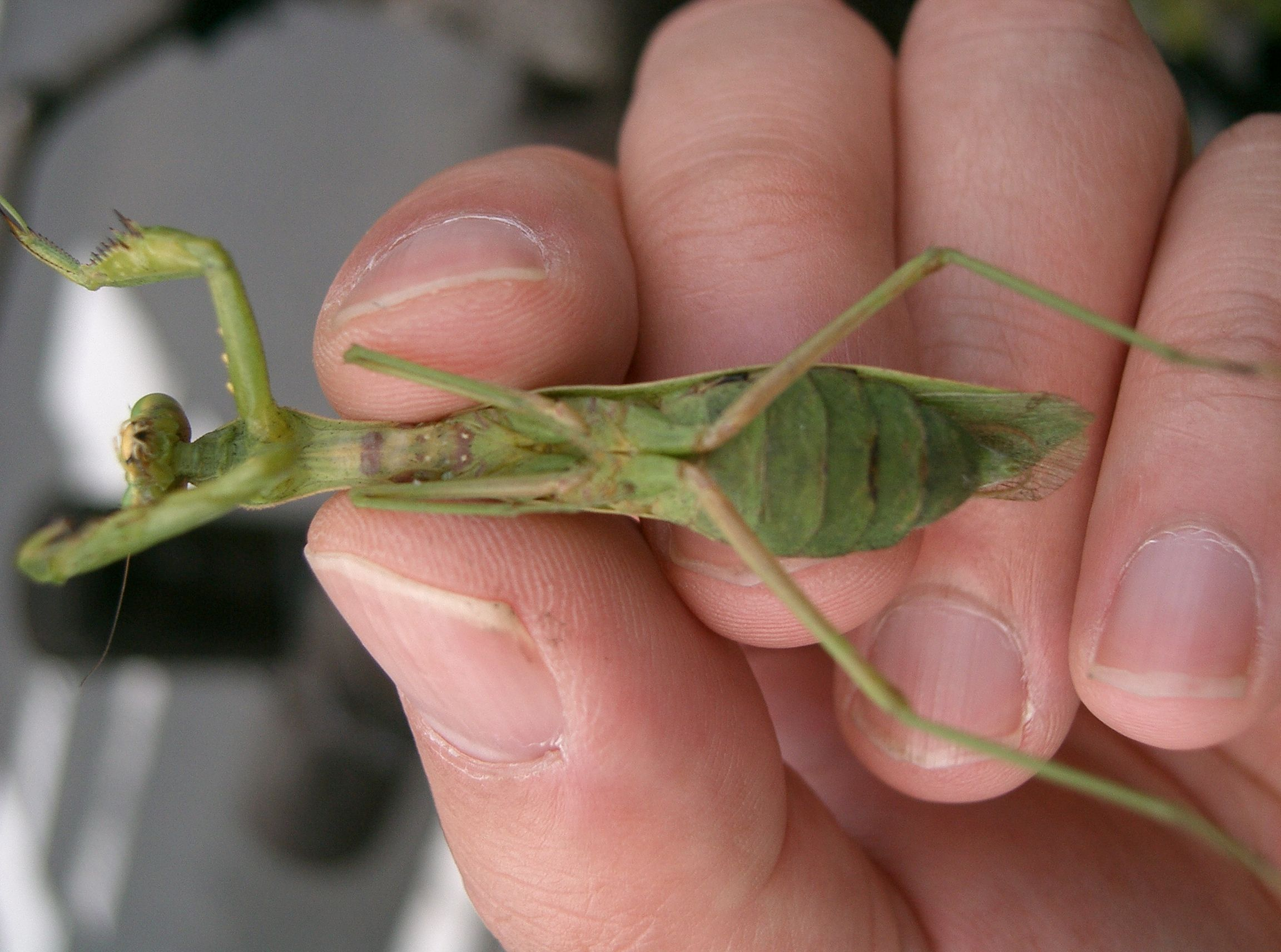
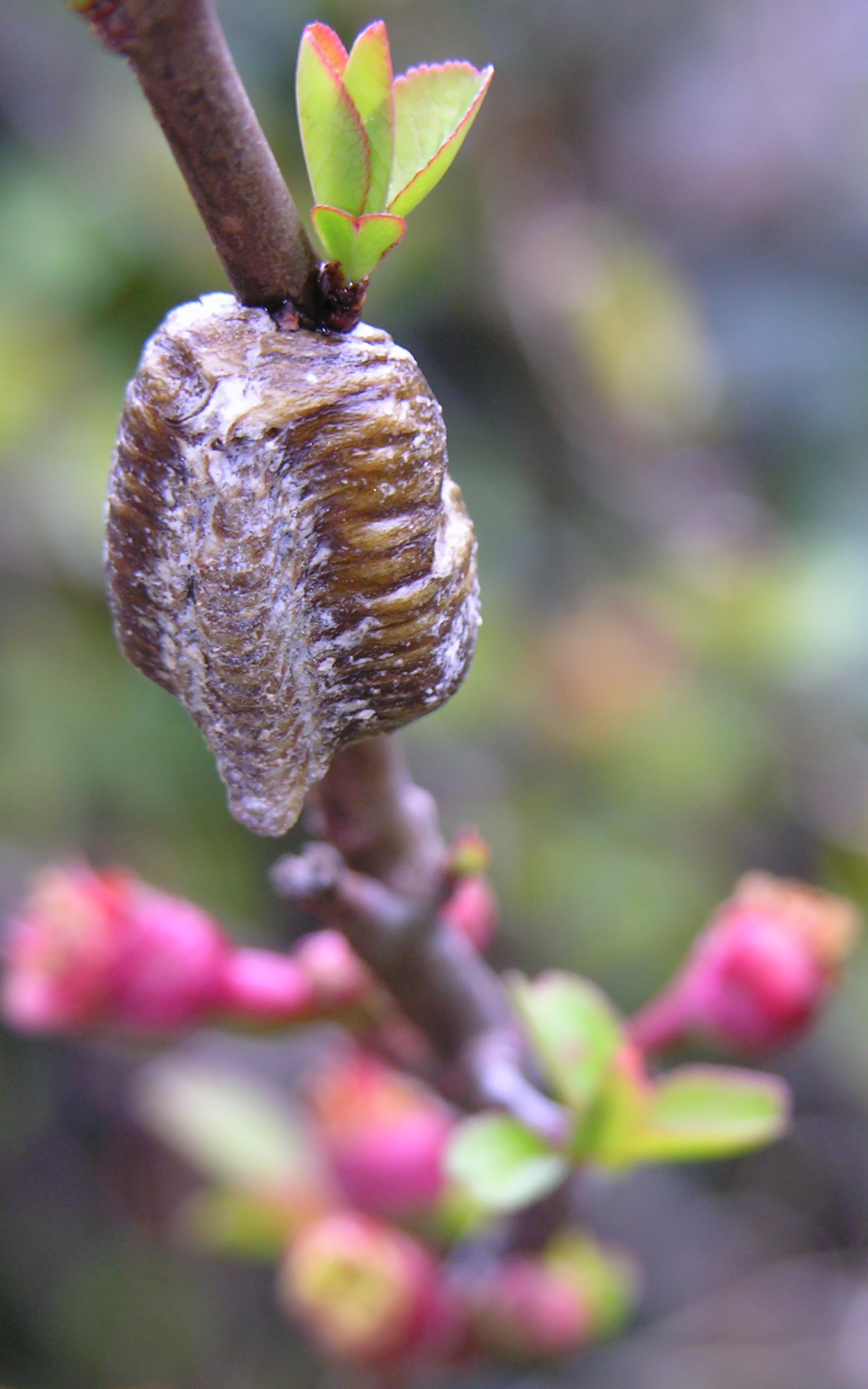
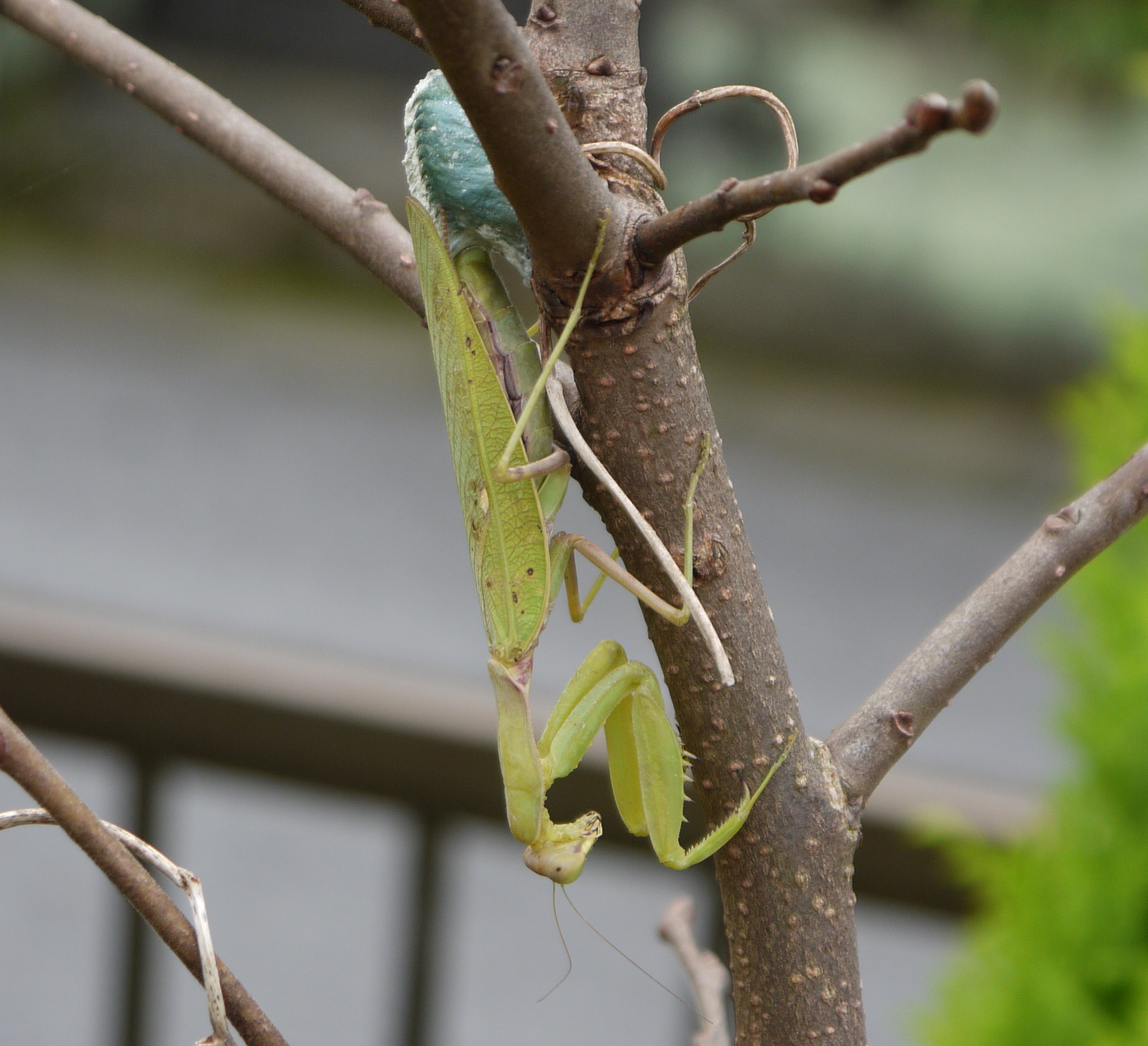
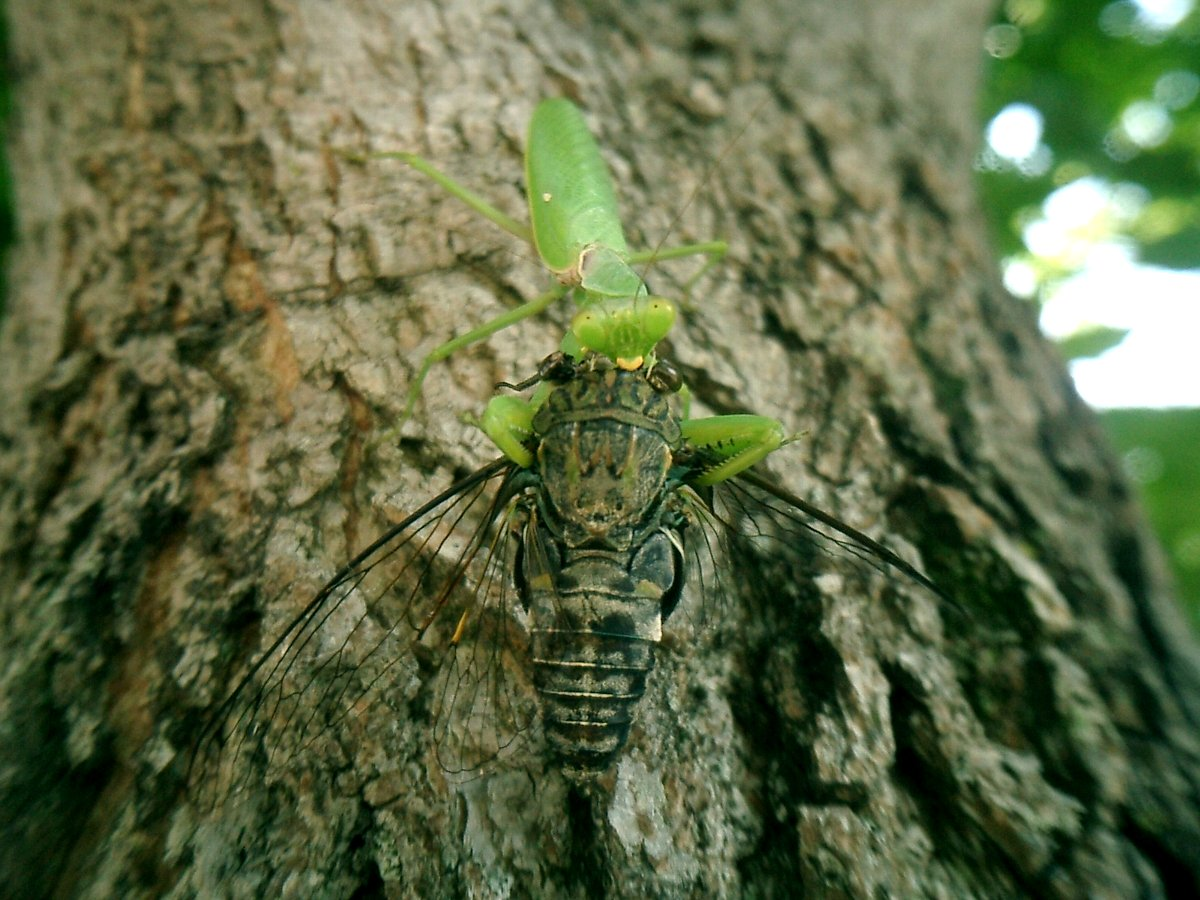